# イヨスイ
イヨスイ株式会社は、愛媛県宇和島市住吉町に本社を置く水産商社。

## 概要
養殖漁業全般を取り扱う総合商社で、産地での漁業者との密接な連携と活魚・鮮魚・冷凍など多様な販売網を構築し、産地から国内外に至る一気通貫の物流網を構築している。

## 事業所
- 本社 - 愛媛県宇和島市住吉町3丁目1番8号
- 宇和島加工場（加工処 ふたな） - 愛媛県宇和島市坂下津丙10-2
- 活魚流通センター - 愛媛県宇和島市坂下津丙10-4
- 東京オフィス - 東京都港区海岸一丁目14番17号 ベイサイド竹芝1209号
- 成田事業所 - 千葉県成田市天神峰80-1 成田市場内A303
- 大阪事業所 - 大阪府岸和田市臨海町20

## 沿革
- 1991年 - 住宝丸活魚運搬株式会社から分離独立により「株式会社イヨスイ」設立。海上取引の活魚・種苗の販売を主業務とし配合飼料・生餌の販売を開始。
- 1992年 - 活魚運搬車による活魚販売を開始。
- 1993年 - 宇和島活魚流通センターを開設。
- 1995年 - 韓国貿易開始。
- 1998年 - 加工場「ふたな」開設。河豚磨き加工開始。
- 1999年 - 塩干品の加工開始。
- 2001年 - 本社を現在地に移転。冷凍・冷蔵庫を稼働開始し、冷凍業務を開始。
- 2002年
  - モイストペット（水産養殖用飼料）製造工場開設し、製造・販売開始。
  - 動物用医薬品一般販売業許可を取得、動物薬の販売開始。
  - 保税蔵置場許可取得（保税冷蔵庫）。
- 2003年 - 中国（青島）～山口県（下関）航路を利用した日中間の活魚車輸送を開始。
- 2004年 - 国際ルートで利用可能な多目的活魚車を開発。
- 2006年 - 韓国（プサン）～山口県（下関）航路を利用した日韓間の活魚車輸送による輸出入を開始。
- 2009年 - NACCS導入。自社通関開始、船舶代理の認可。国内向け鮮魚出荷を本格化。
- 2010年 - 愛媛産水産物輸出促進企業体ナインウェーブの設立に参画。
- 2011年 - 水産食品加工施設HACCP認定。北米・アジアへの加工品輸出開始。
- 2013年 - 全国養殖魚輸出振興協議会の設立参画。通関業。船舶代理業の開業。
- 2014年 - 愛媛県宇和島市に保税蔵置場を開設。中国においてタマカイとクエを交配した新魚種「タマクエ」を開発、試験養殖開始。
- 2015年 - 大阪府岸和田市に保税蔵置場を開設。酒類販売業許可を取得、酒類の輸出開始。
- 2016年
  - 大阪府岸和田市に事業所開設。
  - 東京都港区にオフィス開設。
  - 対EU輸出水産食品取扱施設認定、EUへの輸出開始。
  - 日本国内において新魚種「タマクエ」の養殖開始。
- 2017年
  - 日本企業初となるCHINA HACCP認証を取得[2]。
  - 海運仲立業開始。
  - 第一種貨物利用運送事業を登録。
- 2018年 - 「タマクエ」商標登録認定取得。
- 2019年
  - 平成30年度輸出に取り組む優良事業者表彰農林水産大臣賞に選賞。
  - ASC、MSC取得商品を取り扱うCoC（Chain of Custody：加工流通過程の管理）認定。
- 2020年 - 食品安全マネジメントシステムに関する国際規格『FSSC22000認証』取得。
- 2021年 - 千葉県成田市に事業所開設。GFP優良事業者認定。
- 2022年 - 株式会社愛南サン・フィッシュを完全子会社化。

## グループ会社
- 株式会社愛南サン・フィッシュ（水産加工品の製造・企画・販売）